# Нойкірхен (Північна Фризія)
Нойкірхен (нім. Neukirchen) — громада в Німеччині, розташована в землі Шлезвіг-Гольштейн. Входить до складу району Північна Фризія. Складова частина об'єднання громад Зюдтондерн.
Площа — 31,58 км2. Населення становить 1132 ос. (станом на 31 грудня 2020).